# Campeonato Europeo de Baloncesto Masculino de 1977
La edición XX del Campeonato Europeo de Baloncesto se celebró en Bélgica del 15 al 24 de septiembre de 1977. El torneo contó con la participación de 12 selecciones nacionales.
La medalla de oro fue para la selección de la Yugoslavia, que se impuso en la final a la Unión Soviética por 74 a 61. La medalla de bronce fue para la selección de Checoslovaquia.

## Grupos
Los doce equipos participantes fueron divididos en dos grupos de la forma siguiente:
| Grupo A         | Grupo B        |
| --------------- | -------------- |
| Bulgaria        | Bélgica        |
| Francia         | Finlandia      |
| Israel          | Yugoslavia     |
| Italia          | Países Bajos   |
| Austria         | España         |
| Unión Soviética | Checoslovaquia |

## Primera fase

### Grupo A
| Equipo          | J | G | P | T+  | T-  | DT   | PTS |
| --------------- | - | - | - | --- | --- | ---- | --- |
| Italia          | 5 | 5 | 0 | 428 | 370 | +58  | 10  |
| Unión Soviética | 5 | 4 | 1 | 523 | 395 | +128 | 9   |
| Bulgaria        | 5 | 3 | 2 | 444 | 464 | -20  | 8   |
| Israel          | 5 | 2 | 3 | 427 | 438 | -11  | 7   |
| Francia         | 5 | 1 | 4 | 377 | 449 | -72  | 6   |
| Austria         | 5 | 0 | 5 | 384 | 467 | -83  | 5   |

| Fecha    | Partido         | Partido | Partido         | Resultado |
| -------- | --------------- | ------- | --------------- | --------- |
| 15.09.77 | Unión Soviética | -       | Austria         | 101-61    |
| 15.09.77 | Bulgaria        | -       | Israel          | 88-86     |
| 15.09.77 | Italia          | -       | Francia         | 70-59     |
| 16.09.77 | Bulgaria        | -       | Unión Soviética | 96-117    |
| 16.09.77 | Francia         | -       | Austria         | 86-81     |
| 16.09.77 | Italia          | -       | Israel          | 78-73     |
| 17.09.77 | Francia         | -       | Bulgaria        | 76-87     |
| 17.09.77 | Italia          | -       | Austria         | 85-70     |
| 17.09.77 | Israel          | -       | Unión Soviética | 69-103    |
| 19.09.77 | Austria         | -       | Bulgaria        | 85-92     |
| 19.09.77 | Israel          | -       | Francia         | 96-82     |
| 19.09.77 | Italia          | -       | Unión Soviética | 95-87     |
| 20.09.77 | Austria         | -       | Israel          | 87-103    |
| 20.09.77 | Italia          | -       | Bulgaria        | 100-81    |
| 20.09.77 | Unión Soviética | -       | Francia         | 115-74    |

Todos los encuentros se disputaron en Lieja.

### Grupo B
| Equipo         | J | G | P | T+  | T-  | DT  | PTS |
| -------------- | - | - | - | --- | --- | --- | --- |
| Checoslovaquia | 5 | 5 | 0 | 441 | 392 | +49 | 10  |
| Yugoslavia     | 5 | 4 | 1 | 492 | 425 | +67 | 9   |
| Bélgica        | 5 | 2 | 3 | 451 | 456 | -5  | 7   |
| Países Bajos   | 5 | 2 | 3 | 435 | 470 | -35 | 7   |
| España         | 5 | 2 | 3 | 420 | 437 | -17 | 7   |
| Finlandia      | 5 | 0 | 5 | 408 | 467 | -59 | 5   |

| Fecha    | Partido        | Partido | Partido        | Resultado |
| -------- | -------------- | ------- | -------------- | --------- |
| 15.09.77 | Países Bajos   | -       | Checoslovaquia | 73-90     |
| 15.09.77 | Bélgica        | -       | Finlandia      | 107-98    |
| 15.09.77 | España         | -       | Yugoslavia     | 76-79     |
| 16.09.77 | Finlandia      | -       | Yugoslavia     | 80-88     |
| 16.09.77 | Países Bajos   | -       | España         | 114-95    |
| 16.09.77 | Bélgica        | -       | Checoslovaquia | 61-67     |
| 17.09.77 | Finlandia      | -       | Países Bajos   | 67-87     |
| 17.09.77 | Checoslovaquia | -       | España         | 73-70     |
| 17.09.77 | Bélgica        | -       | Yugoslavia     | 83-111    |
| 19.09.77 | Checoslovaquia | -       | Finlandia      | 100-85    |
| 19.09.77 | Yugoslavia     | -       | Países Bajos   | 111-75    |
| 19.09.77 | Bélgica        | -       | España         | 93-94     |
| 20.09.77 | España         | -       | Finlandia      | 85-78     |
| 20.09.77 | Yugoslavia     | -       | Checoslovaquia | 103-111   |
| 20.09.77 | Bélgica        | -       | Países Bajos   | 107-86    |

Todos los encuentros se disputaron en Ostende.

## Fase final

### Puestos del 1 al 4
|  | Puestos del 1 al 4 | Puestos del 1 al 4 |    |        | Final                  | Final |  |
|  |                    |                    |    |        |                        |       |  |
|  |                    |                    |    |        |                        |       |  |
|  |                    |                    |    |        |                        |       |  |
|  | Italia             | 69                 |    |        |                        |       |  |
|  | Yugoslavia         | 88                 |    |        |                        |       |  |
|  |                    |                    |    |        |                        |       |  |
|  |                    |                    |    |        |                        |       |  |
|  |                    |                    |    |        | Yugoslavia             | 74    |  |
|  |                    | Unión Soviética    | 61 |        |                        |       |  |
|  |                    |                    |    |        |                        |       |  |
|  |                    |                    |    |        |                        |       |  |
|  |                    |                    |    |        | Tercer y cuarto puesto |       |  |
|  |                    |                    |    |        |                        |       |  |
|  | Checoslovaquia     | 76                 |    | Italia | 81                     |       |  |
|  | Unión Soviética    | 91                 |    |        | Checoslovaquia         | 91    |  |

### Puestos del 5 al 8
|  | Puestos del 5 al 8 | Puestos del 5 al 8 |    |              | Puesto 5 | Puesto 5 |  |
|  |                    |                    |    |              |          |          |  |
|  |                    |                    |    |              |          |          |  |
|  |                    |                    |    |              |          |          |  |
|  | Bulgaria           | 108'               |    |              |          |          |  |
|  | Países Bajos       | 85                 |    |              |          |          |  |
|  |                    |                    |    |              |          |          |  |
|  |                    |                    |    |              |          |          |  |
|  |                    |                    |    |              | Bulgaria | 78       |  |
|  |                    | Israel             | 88 |              |          |          |  |
|  |                    |                    |    |              |          |          |  |
|  |                    |                    |    |              |          |          |  |
|  |                    |                    |    |              | Puesto 7 |          |  |
|  |                    |                    |    |              |          |          |  |
|  | Bélgica            | 74                 |    | Países Bajos | 104      |          |  |
|  | Israel             | 81                 |    |              | Bélgica  | 89       |  |

### Puestos del 9 al 12
|  | Puestos del 9 al 12 | Puestos del 9 al 12 |     |         | Puesto 9  | Puesto 9 |  |
|  |                     |                     |     |         |           |          |  |
|  |                     |                     |     |         |           |          |  |
|  |                     |                     |     |         |           |          |  |
|  | Francia             | 72                  |     |         |           |          |  |
|  | Finlandia           | 73                  |     |         |           |          |  |
|  |                     |                     |     |         |           |          |  |
|  |                     |                     |     |         |           |          |  |
|  |                     |                     |     |         | Finlandia | 89       |  |
|  |                     | España              | 106 |         |           |          |  |
|  |                     |                     |     |         |           |          |  |
|  |                     |                     |     |         |           |          |  |
|  |                     |                     |     |         | Puesto 11 |          |  |
|  |                     |                     |     |         |           |          |  |
|  | España              | 88                  |     | Francia | 89        |          |  |
|  | Austria             | 84                  |     |         | Austria   | 71       |  |

### Puestos del 9º al 12º
| Fecha    | Partido | Partido | Partido   | Resultado |
| -------- | ------- | ------- | --------- | --------- |
| 23.09.77 | Francia | -       | Finlandia | 72-73     |
| 23.09.77 | España  | -       | Austria   | 88-84     |

### Puestos del 5º al 8º
| Fecha    | Partido  | Partido | Partido      | Resultado |
| -------- | -------- | ------- | ------------ | --------- |
| 22.09.77 | Bulgaria | -       | Países Bajos | 108-85    |
| 22.09.77 | Bélgica  | -       | Israel       | 74-81     |

### Semifinales
| Fecha    | Partido        | Partido | Partido         | Resultado |
| -------- | -------------- | ------- | --------------- | --------- |
| 22.09.77 | Italia         | -       | Yugoslavia      | 69-88     |
| 22.09.77 | Checoslovaquia | -       | Unión Soviética | 76-91     |

### Undécimo puesto
| Fecha    | Partido | Partido | Partido | Resultado |
| -------- | ------- | ------- | ------- | --------- |
| 24.09.77 | Francia | -       | Austria | 89-71     |

### Noveno puesto
| Fecha    | Partido   | Partido | Partido | Resultado |
| -------- | --------- | ------- | ------- | --------- |
| 24.09.77 | Finlandia | -       | España  | 89-106    |

### Séptimo puesto
| Fecha    | Partido      | Partido | Partido | Resultado |
| -------- | ------------ | ------- | ------- | --------- |
| 23.09.77 | Países Bajos | -       | Bélgica | 104-89    |

### Quinto puesto
| Fecha    | Partido  | Partido | Partido | Resultado |
| -------- | -------- | ------- | ------- | --------- |
| 24.09.77 | Bulgaria | -       | Israel  | 78-88     |

### Tercer puesto
| Fecha    | Partido | Partido | Partido        | Resultado |
| -------- | ------- | ------- | -------------- | --------- |
| 23.09.77 | Italia  | -       | Checoslovaquia | 81-91     |

### Final
| Fecha    | Partido    | Partido | Partido         | Resultado |
| -------- | ---------- | ------- | --------------- | --------- |
| 24.09.77 | Yugoslavia | -       | Unión Soviética | 74-61     |

## Medallero
|            |                 |                |
| Yugoslavia | Unión Soviética | Checoslovaquia |

## Clasificación final
| 1. - Yugoslavia      |
| 2. - Unión Soviética |
| 3. - Checoslovaquia  |
| 4. - Italia          |
| 5. - Israel          |
| 6. - Bulgaria        |
| 7. - Países Bajos    |
| 8. - Bélgica         |
| 9. - España          |
| 10. - Finlandia      |
| 11. - Francia        |
| 12. - Austria        |

## Trofeos individuales

### Mejor jugadorMVP
- Drazen Dalipagic

## Plantilla de los 4 primeros clasificados
1.Yugoslavia: Krešimir Ćosić, Drazen Dalipagic, Mirza Delibašić, Dragan Kićanović, Zoran Slavnic, Zarko Varajic, Zeljko Jerkov, Vinko Jelovac, Ratko Radovanovic, Duje Krstulovic, Ante Djogic, Josko Papic (Entrenador: Aleksandar Nikolić)
2.Unión Soviética: Serguéi Belov, Anatoly Myshkin, Vladimir Tkachenko, Aleksander Belostenny, Stanislav Eremin, Mijaíl Korkia, Valeri Miloserdov, Vladimir Zhigili, Aleksander Salnikov, Viktor Petrakov, Vladimir Arzamaskov, Aleksandr Charčenkov (Entrenador: Alexander Gomelsky)
3.Checoslovaquia: Kamil Brabenec, Stanislav Kropilak, Zdenek Kos, Jiri Pospisil, Vojtech Petr, Jiri Konopasek, Vlastimil Klimes, Zdenek Dousa, Gustav Hraska, Josef Necas, Vladimir Ptacek, Pavol Bojanovsky (Entrenador: Pavel Petera)
4.Italia: Dino Meneghin, Pierluigi Marzorati, Marco Bonamico, Renzo Bariviera, Carlo Caglieris, Lorenzo Carraro, Fabrizio Della Fiori, Gianni Bertolotti, Giulio Iellini, Renzo Vecchiato, Vittorio Ferracini, Luigi Serafini (Entrenador: Giancarlo Primo)